# اچ‌ام‌اس کانگورو (۱۷۹۵)
اچ‌ام‌اس کانگورو (۱۷۹۵) (به انگلیسی: HMS Kangaroo (1795)) یک کشتی بود که طول آن ۹۵ فوت ۱ اینچ (۲۸٫۹۸ متر) بود. این کشتی در سال ۱۷۹۵ ساخته شد.